# Тієстес
Тієстес (тієст, фієст, лат. Thyestes) — викопний рід остеостракових безщелепних хребетних Європи, скам'янілості яких знаходять у середньо- та пізньолудловських морських шарах пізнього силуру Європи. Представники Thyestes зовні нагадували Cephalaspis, але насправді були ближчими до Auchenaspis і Tremataspis.

## У філателії
- Зображено на марках СРСР в 1990 р. (номінальна вартість: 20 коп.). Художник О. Ісаков.